# Université de Bari
L'université de Bari (en italien, Università degli Studi di Bari « Aldo Moro ») est une université italienne fondé en 1925 à Bari, dans les Pouilles.

## Histoire
La création de l'université de Bari a eu lieu avec le décret 9 octobre 1924 sous le nom d'université adriatique Benito-Mussolini ; les étapes les plus importantes de son histoire sont :
- Janvier 1925 : création de la faculté de médecine et chirurgie, englobant l’École de sages-femmes ; l'École de pharmacie devient une faculté.
- 1925-1944 : ajout de la faculté de droit, d'économie et d'affaires (née de l'École supérieure de commerce fondée en 1882 sur initiative du président de la chambre de commerce Tommaso Columbo) et d’agriculture.
- 1944 : à partir de 1944, l'université est renforcée par la création de la faculté de lettres et philosophie, mathématiques, sciences physiques et naturelles, ingénierie, médecine vétérinaire et des langues étrangères.
- 1987 : l'université de Bari devient le fondateur et actionnaire majoritaire du parc des Sciences et de la technologie Technopolis-CSATA Novus Ortus, institué en 1987 par la transformation du centre de recherche et des applications dans les technologies avancées (CSATA). Ce centre est situé à l'entrée de Valenzano, et sa renommée dépasse les frontières nationales.
- 1986-1990 : il s’agit des années intéressées par le plan quadriennal, approuvé par le décret du Premier ministre du 12 mai 1989. Y est prévue la réalisation de pôles universitaires pour la région. Avec le même plan quadriennal, est également instituée l'École d'architecture, qui a pour conséquence l’union de Polytechnique de Bari avec la faculté d’ingénierie, séparée de l'université de Bari.
- 1990 : à la suite de la Loi de réforme sur les systèmes universitaires de réforme (341/90) et de l'approbation du plan de développement des universités durant la période triennale 1991/1993, conformément au décret présidentiel du 28 octobre 1991, et au décret ministériel du 31 janvier 1992, on donne l’autorisation d’instituer de nouveaux diplômes universitaires. Avec le plan triennal 1991-1993, est également prévue la transformation en Faculté du cours de licence de sciences politiques.
- 1994 : l'université de Bari adhère au consortium AlmaLaurea.
- 1995 : fondation à Monte Sant'Angelo du centre de recherche de Saint Michel et du Gargano, comme section détachée du Département des études classiques et chrétiennes.
- 2008 : l'université, qui portait sous le fascisme le nom de son fondateur Benito Mussolini, prend le nom d'Aldo Moro, homme politique et ancien professeur à Bari, assassiné en 1978 par les Brigades rouges.
- 2015 : l'université réalise une série d'initiatives pour célébrer les 90 ans depuis sa création.

## Départements
À la suite de l'entrée en vigueur de son nouveau statut, l'université comprend les 23 départements suivants :
- Biologie
- Biosciences, biotechnologie et biopharmacie
- Chimie
- Urgences et greffes d'organes
- Économie, gestion et droit des affaires
- Pharmacie - sciences pharmaceutiques
- Physique (interuniversitaire)
- Droit
- Informatique
- Médecine interdisciplinaire
- Ionien en systèmes juridiques et économiques de la Méditerranée : société, environnement, culture
- Lettres, langues, arts. Études d’italien et cultures comparatives
- Mathématiques
- Médecine vétérinaire
- Sciences agro-environnementales et territoriales (DISAAT)
- Sciences biomédicales et oncologiques humaines
- Sciences du sol, des plantes et des aliments (DiSSPA)
- Sciences de la formation, psychologie et communication
- Sciences de la Terre et géo-environnementales
- Sciences économiques et méthodes mathématiques
- Sciences médicales de base, neurosciences et organes sensoriels
- Science politiques
- Sciences humaines (DISUM)

Écoles
- École de médecine
- École de sciences et technologies

## Centre universitaire sportif
Le centre universitaire de Bari sport occupe une superficie de 9 hectares, et dispose d’installations pour pratiquer l'athlétisme, le patinage, le basket-ball, la natation, le canoë, le polo, le triathlon ou d'autres activités.

## Classements
L'université est à la 8e place en Italie pour son nombre d'étudiants, avec environ 50 000 étudiants.
Dans le classement des universités 2015-2016 publique dressé par Censis, l'université de Bari est classée en septième position sur onze grandes universités.

## Collection d'art
L'université abrite depuis les années 1970 une vaste collection d'œuvres d'art contemporain, cédées par les artistes eux-mêmes. Notons en particulier les dessins et les lithographies de Giò Pomodoro, les huiles de Vito Stìfano, Fara di Cagno, Franco Gentilini, Salvatore Fiume, Guido Gremigni et de nombreuses autres œuvres.

## Recteurs
- Attilio Alto 1986/1991
- Aldo Cossu
- Giovanni Girone
- Corrado Petrocelli
- Antonio Felice Uricchio (d), 2013-2019
- Stefano Bronzini (d), depuis 2019